# STS-51-J
STS-51-Jは、アメリカ航空宇宙局のスペースシャトルのミッションである。アトランティスの初飛行であり、スペースシャトルのミッション全体としては21回目となった。1985年10月3日にケネディ宇宙センターから打ち上げられ、アメリカ国防総省のペイロードを運び、4日後の10月7日に帰還した。

## 乗組員
- 船長 - カロル・J・ボブコ（英語版） (3)
- 操縦手 - ロナルド・グレーブ (1)
- ミッションスペシャリスト - デヴィッド・ヒルマーズ（英語版） (1)
- ミッションスペシャリスト - ロバート・リー・ステュアート（英語版） (2)
- ミッションスペシャリスト - ウィリアム・ペイルズ（英語版） (1)

### バックアップ
- マイケル・ボーエン

## ミッションパラメータ
- 質量:
  - 着陸時:86,400 kg
  - ペイロード:19,968 kg
- 近点:475 km
- 遠点:484 km
- 軌道傾斜角:28.5°
- 軌道周期:94.2分

## ミッションハイライト

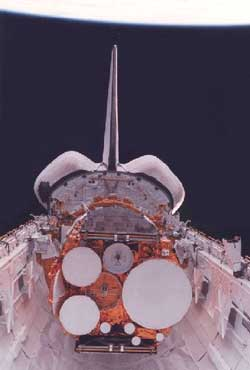
放出前の衛星

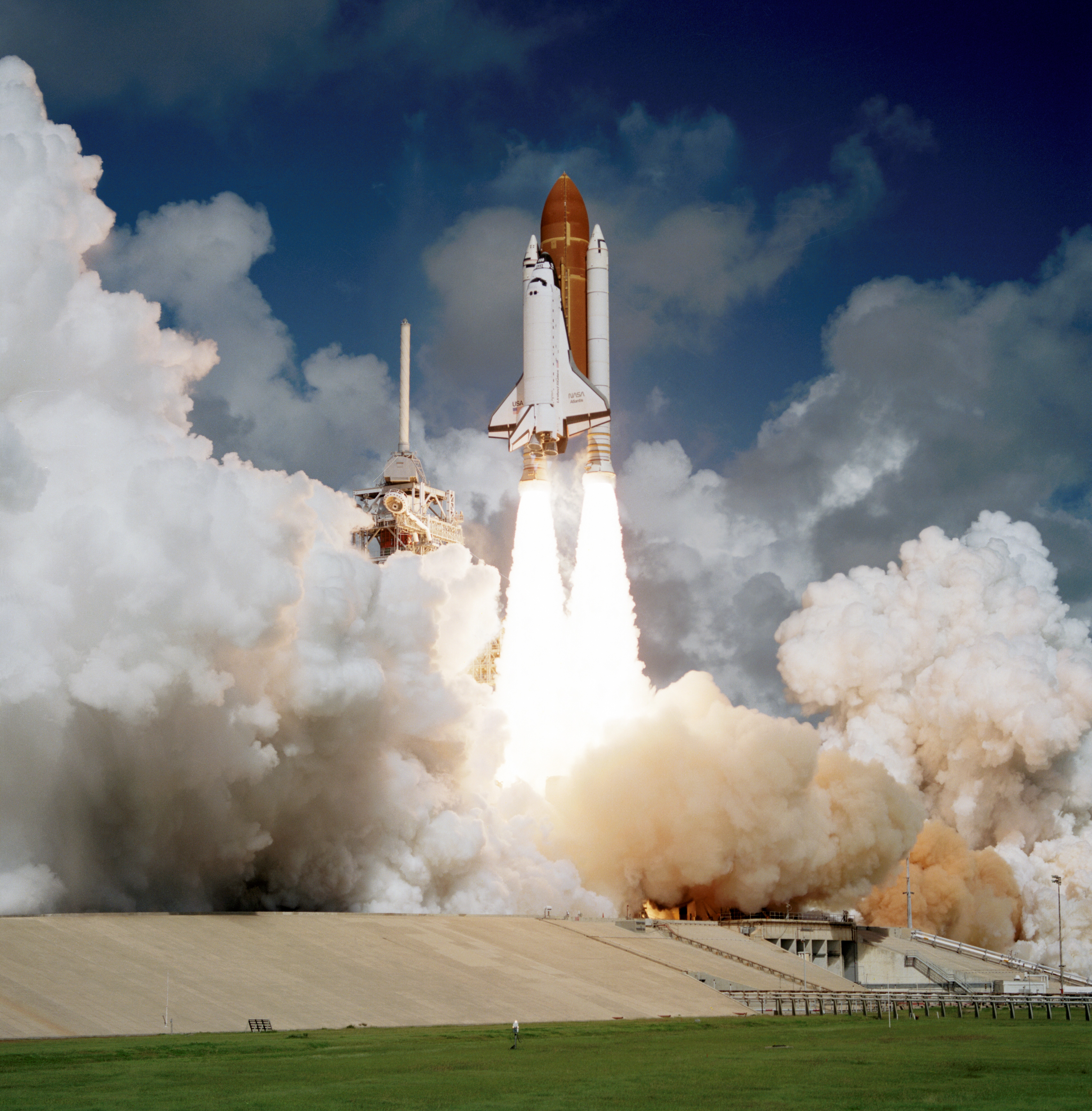
アトランティスの初飛行

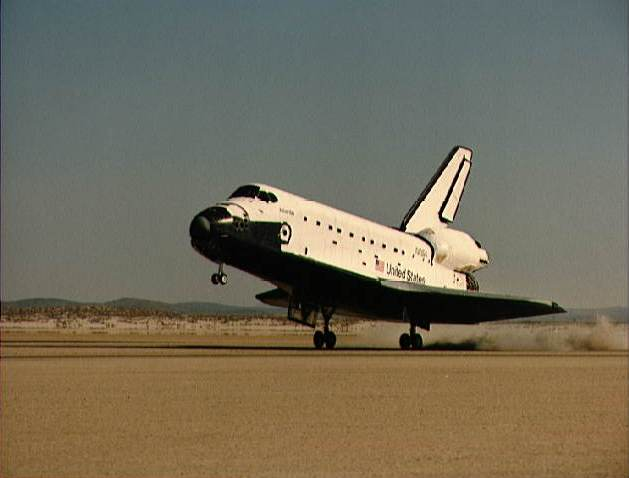
STS-51-Jのミッションを終え、砂漠に着陸するアトランティス

STS-51-Jは、1985年10月3日11時15分(EDT)にケネディ宇宙センター第39発射施設から打ち上げられた。打上げは、メインエンジンの液体水素バルブを閉じる遠隔制御装置の問題で22分30秒遅れた。制御装置は、誤って「オン」と表示されていた。
ミッションは、STS-51-C以来2度目のアメリカ国防総省のペイロード(衛星)を放出するためのものであった。2つ（USA-11とUSA-12）のDSCS-III (Defense Satellite Communications System)衛星が慣性上段ロケットで静止軌道に投入されたと言われている。DSCS衛星は、X帯の周波数(8/7 GHz)を使った。それぞれのDSCS-III衛星の設計寿命は10年間であったが、いくつかは設計寿命を大きく超えて使われた。
ミッションは成功したと考えられている。4日と1時間45分の飛行が終わった後、アトランティスは1985年10月7日13時00分(EDT)にエドワーズ空軍基地の第23滑走路に着陸した。STS-51-Jによって、船長のキャロル・ボブコは、3つの異なったオービタで宇宙に行った初めての宇宙飛行士となり、また2つの異なったオービタの処女航海を経験した唯一の宇宙飛行士となった。